# Prosincová ústava
Prosincová ústava (německy Dezemberverfassung) byla vydána 21. prosince 1867 jako soubor ústavních zákonů. Nová ústava byla reakcí na rakousko-uherské vyrovnání. Tvořilo ji 7 zákonů, vymezujících zákonodárnou pravomoc Říšské rady, katalog základních práv občana, zřízení říšského soudu, nezávislost soudů, postavení císaře a vlastní vyrovnávací zákon. Platila do zániku Rakousko-uherské monarchie. K úpravě došlo takzvanou dubnovou ústavou v roce 1873, která zejména zavedla přímé volby do Říšské rady.

## Členění
- 141/1867 ř. z. (zákon o říšském zastupitelstvu) – ponechal v platnosti kuriální systém, říšská rada se proměnila ve skutečný parlament
- 142/1867 ř. z. (zákon o všeobecných občanských právech) – svoboda vyznání, osobní, stěhování, zaměstnání, rovnost všech občanů před zákonem apod.
- 143/1867 ř. z. (zákon o zřízení říšského soudu) – nově zřízen ve Vídni
- 144/1867 ř. z. (zákon o soudcovské moci) – zajišťovala se nezávislost soudců, veřejnost procesního řízení apod.
- 145/1867 ř. z. (zákon o výkonné a vládní moci) – vymezení postavení císaře („posvátný, nedotknutelný a nikomu neodpovědný“)
- 146/1867 ř. z. (zákon o společenských záležitostech všech zemí monarchie) – vlastní vyrovnávací zákon, tzv. „delegační“, vymezil celostátní kompetence, definoval společná ministerstva Rakouska-Uherska a vládu (Ministerská rada pro společné záležitosti) a delegace coby sbory zástupců parlamentů obou součástí monarchie pro rozhodování o společných otázkách
- 147/1867 ř. z. (dualismus)

Ústava (s výjimkou 7. zákona) platila jen pro Předlitavsko, konkrétně (v dobovém slovníku) „v Čechách, Dalmatsku, Haliči a Vladiměřsku s Krakovskem, v Rakousích pod Enží a nad Enží, Salcbursku, Štyrsku, Korutansku, Krajinsku, v Bukovině, Moravě, Slézsku, Tyrolsku, Vorarlbersku, Istriansku, Gorici a Gradišíku, též v městě a okršlku Trstském”.